# Rondeletia pilosa
Rondeletia pilosa är en måreväxtart som beskrevs av Olof Swartz. Rondeletia pilosa ingår i släktet Rondeletia och familjen måreväxter. Inga underarter finns listade i Catalogue of Life.